# Ligne de Vias à Lodève
La ligne de Vias à Lodève, parfois appelée ligne d'Agde à Lodève, est une ligne de chemin de fer française, mise en service en 1863 par la Compagnie du Midi, et qui se situe entièrement dans le département de l'Hérault, en région Occitanie. D'une longueur de 58 kilomètres, à voie unique d'écartement standard et à traction thermique, elle constitue la ligne no 732000 du réseau ferré national, et reliait les gares de Vias et de Lodève. Elle permettait notamment l'expédition des productions viticoles locales.
Inexploitée sur la plus grande partie de son parcours et déclassée sur sa section terminale, cette ligne et l'ensemble de ses gares sont fermées au trafic voyageurs (à l'exception de Vias — gare de bifurcation —, du fait de sa situation sur la ligne de Bordeaux-Saint-Jean à Sète-Ville). Elle supportait de façon très sporadique du trafic fret pour permettre l'expédition de la production d'une carrière, mais il n'y a plus aucune circulation depuis 2010. À partir de la même année, des vélo-rails (service touristique) roulent sur une courte section majoritairement située sur la commune de Saint-Thibéry.

## Histoire

### Les débuts et l'apogée
La ligne a pour origine les négociations quant au tracé de la transversale Bordeaux – Sète, entre Béziers et Sète. Parmi les options possibles, le passage par Agde est préféré à celui par Pézenas (voire Mèze), notamment du fait du souhait de la Compagnie du Midi, qui est l'obtention du tracé le plus court ; les réclamations du conseil général de l'Hérault, au nom de l'intérêt général (desserte des populations), ne feront pas infléchir cette position. En contrepartie, un embranchement reliant Vias (près d'Agde) à Lodève doit être construit aux frais, risques et périls de la compagnie, en profitant des économies réalisées par l'établissement d'un tracé plus direct pour sa transversale.
Cette ligne est concédée par une convention signée le 16 août 1854 entre le ministre des Travaux publics et la Compagnie des chemins de fer du Midi et du Canal latéral à la Garonne. Cette convention est approuvée par un décret impérial le 19 août 1854,. Le même jour, la ligne d'intérêt général de Vias à Lodève est déclarée d'utilité publique.
L'ouverture au trafic de la section de Vias à Clermont-l'Hérault est effectuée le 8 avril 1863, puis celle de Clermont-l'Hérault à Lodève le 14 août 1863.
La gare de Paulhan gagne en importance le 8 novembre 1869, puisqu'elle devient une gare de bifurcation avec l'ouverture de la ligne de Paulhan à Montpellier. Cette même gare est de nouveau renforcée le 29 mars 1875 grâce à la mise en service de la ligne de Faugères à Paulhan, même si cette dernière n'est ouverte en totalité que le 10 avril 1877. Cette gare disposera, à son apogée, d'un faisceau de triage et d'une annexe-traction, tout en employant 200 agents.

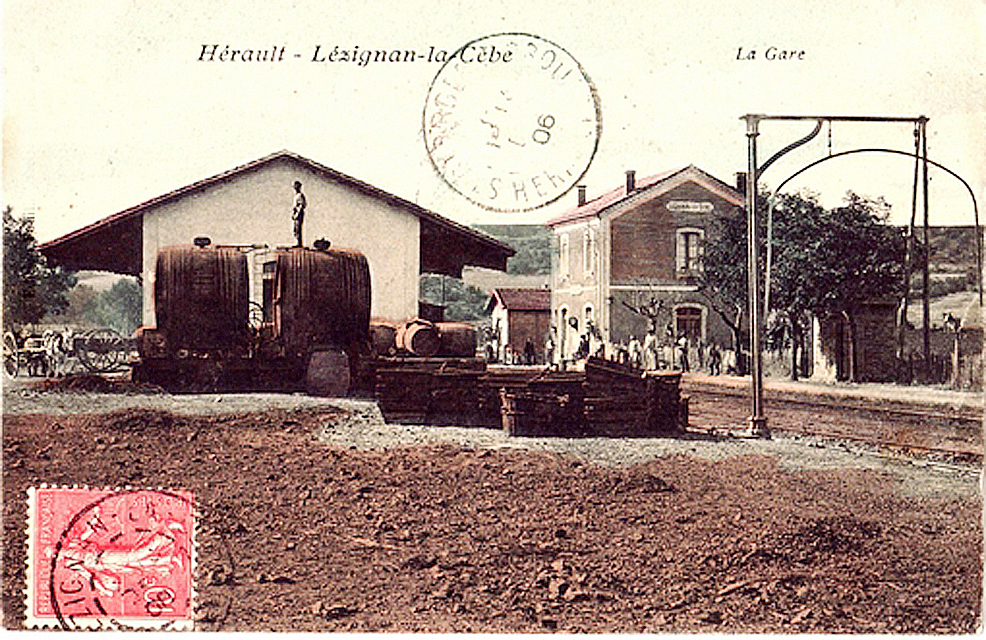
La gare de Lézignan-la-Cèbe, au début du XXe siècle.

L'ouverture en totalité de la ligne de Montpellier à Rabieux de la Compagnie des chemins de fer d'intérêt local du département de l'Hérault est réalisée le 25 mars 1896. À partir de la gare de Rabieux, désormais gare de bifurcation entre les deux réseaux, les trains du chemin de fer secondaire départemental sont rapidement autorisés à circuler jusqu'à Lodève (grâce à la présence dans le poste de conduite de ces trains d'un agent d'accompagnement de la Compagnie du Midi, pour des raisons de sécurité des circulations), évitant ainsi des correspondances peu pratiques.
Le 11 novembre 1906, un train de voyageurs déraille entre Pézenas et Saint-Thibéry, causant 11 blessés graves dont le mécanicien. L'enquête attribue l'accident à l'effet des pluies torrentielles des jours précédents.
La ligne de Vias à Lodève intègre le réseau de la communauté d'intérêt financière, commerciale et technique formée par les Compagnies des chemins de fer du Midi et de Paris à Orléans, le 10 janvier 1934, et nommée « Compagnie du chemin de fer de Paris à Orléans et du Midi ». Toutefois, chacune des deux compagnies conserve la concession des lignes qu'elle a obtenue de l'État. Puis elle rejoint celui de la Société nationale des chemins de fer français (SNCF), le 1er janvier 1938 (lors de la nationalisation des grandes compagnies privées).

### Un lent déclin
La fermeture au trafic voyageurs de la section de Paulhan à Lodève pour le réseau ferré national (RFN) intervient le 15 mai 1939. Puis, en 1949, avec la fermeture aux voyageurs de la ligne départementale de Montpellier à Rabieux, la section de Rabieux à Lodève, qui ne voyait plus circuler que des trains issus de ce réseau secondaire pour le trafic voyageurs, ne conserve alors que du fret. L'extension de la fermeture au trafic voyageurs à la section de Vias à Paulhan est effectuée le 28 juin 1957, à l'exception de trains spéciaux affrétés par l'Association lodévoise du train de l'Amitié, ainsi que du train annuel de pèlerinage (organisé par le diocèse).
Au début des années 1960, le saut-de-mouton au nord de Pézenas, qui permet le franchissement de la ligne départementale de Montpellier à Béziers, est supprimé. La tranchée de cette dernière est alors remblayée, afin d'améliorer le carrefour routier situé près du château de la Grange des Prés, et le raccordement entre les deux lignes est également détruit.
Avec la fermeture au trafic fret de la ligne départementale de Montpellier à Rabieux en janvier 1963, la gare de Rabieux perd alors définitivement son statut de gare de bifurcation. La gare de Paulhan perd à son tour ce statut dans les années 1970, avec les fermetures successives à tout trafic des deux autres lignes y affluant, et voit de fait son activité réduite.
La fermeture au trafic fret de la section de Cartels à Lodève est officialisée le 31 mai 1981, suivie de la dépose des voies. Le déclassement de cette même section, comprise entre les points kilométriques (PK) 501,866 et 506,866, intervient le 23 juin 1982. Depuis, l'autoroute A75 a remplacé la plate-forme ferroviaire, et la gare de Lodève a été détruite et remplacée par un centre commercial Super U. Au début des années 1990, ladite fermeture est étendue à la section de Lézignan-la-Cèbe à Cartels. La gare de Lodève - Le Bosc (alors nouveau terminus de la ligne), créée spécialement pour la desserte de la mine d'uranium du Bosc, n'aura eu qu'une existence relativement éphémère (à sa place, a été construite la zone d'activité nommée La Méridienne, qui réutilise cependant le bâtiment de cette gare — abritant dans les années 2010 la société Europe Dépannage —). Dans la foulée, le poste d'aiguillage de la bifurcation avec la ligne de Bordeaux à Sète, établi en gare de Vias, est démoli en 1991.
Réseau ferré de France (RFF) devient en 1997 le gestionnaire d'infrastructure ferroviaire de toutes les lignes du RFN (qui sont alors principalement entretenues par SNCF Infra, pour le compte de la nouvelle entité), dont celle de Vias à Lodève.
Dans les années 2000, à Paulhan, le pont-rail franchissant la rue Raspail est supprimé, en raison du faible gabarit (en hauteur) offert pour les véhicules routiers. Puis, en 2008, environ 1,2 km de voie est déposé à Aspiran (dont la gare est devenue le Restaurant des Moulins), afin de permettre la construction de l'A75, qui plus est sans mise en place par la suite d'un ouvrage d'art de franchissement de l'infrastructure routière par la ligne. C'est probablement à cette occasion que le pont-rail sur la Garelle, situé à proximité, a été démoli.
Pour l'anecdote, afin de réaliser son poisson d'avril de 2007, un magazine local évoque une réutilisation de la quasi-totalité de la ligne ainsi que de celle de Montpellier à Rabieux ; il présente alors le projet « Picholigne » [sic], qui consiste en la mise en service d'un transport ferroviaire de voyageurs de type TER (à traction électrique), visant ainsi à offrir une alternative à l'utilisation de la voiture dans les migrations pendulaires au sein de la partie centrale du département.
L'extension de la fermeture officielle au trafic fret à la section de Lézignan-la-Cèbe à Cartels est officialisée le 9 juillet 2009.

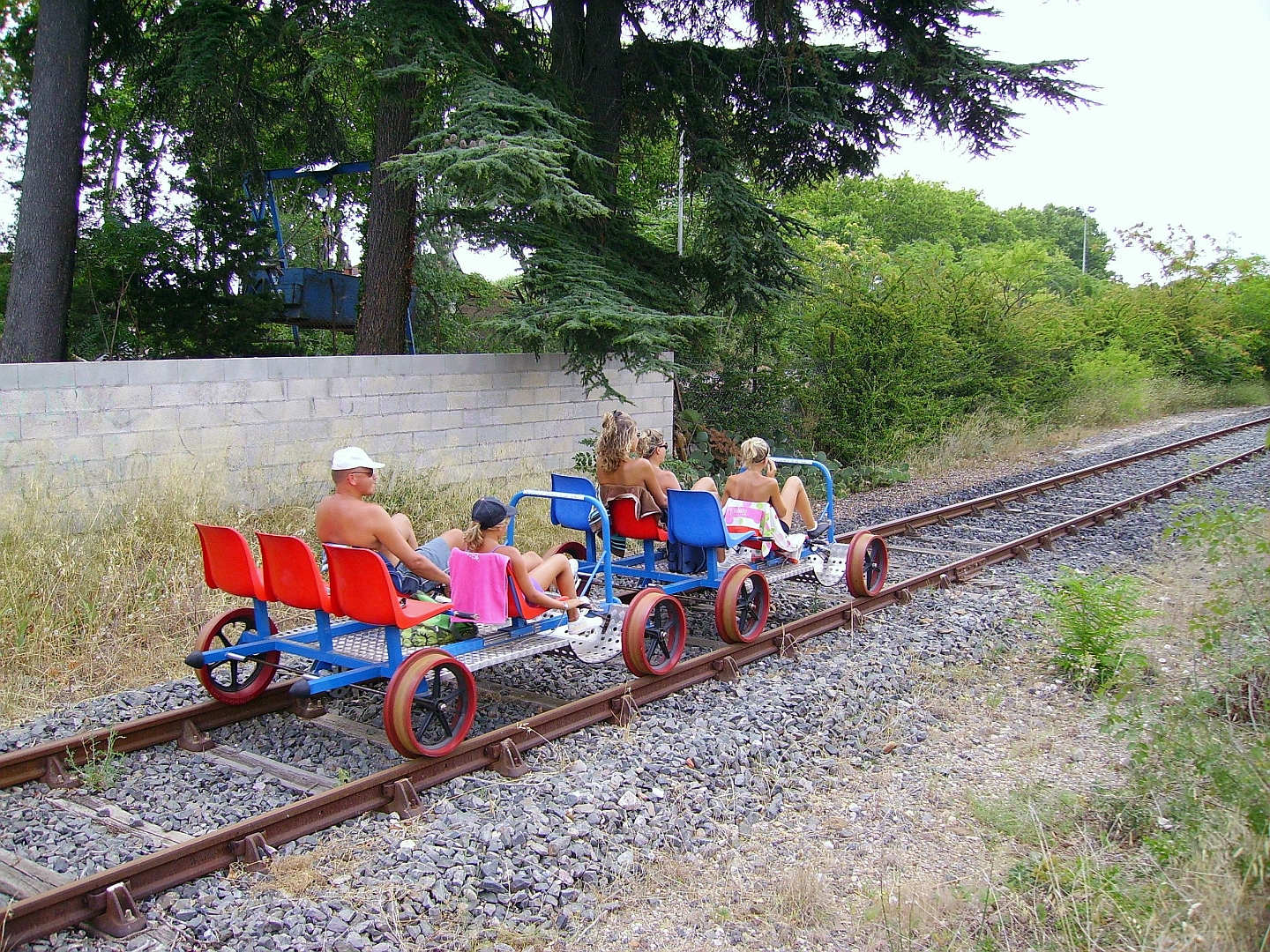
Vélo-rails à proximité de l'ancienne gare de Saint-Thibéry, vus en juillet 2010.

La mise en place en d'une circulation régulière de fret (wagons-trémie) au cours des mois d'août et de septembre 2010, pour la production de la carrière de Bessan, est la dernière activité de la ligne. La circulation ferroviaire est d'ailleurs rendue impossible au-delà d'un carré (posé sur un monticule de terre) situé peu avant la gare de Florensac.
À la même période, une portion d'environ 3,5 km de voie commence à être réutilisée (de Saint-Thibéry — près du pont romain, — jusqu'à proximité de Nézignan-l'Évêque) pour un service touristique de vélo-rail, nommé le Pédalorail.
Bien que non exploitée (à l'exception du vélo-rail cité ci-dessus), la section de la ligne située au-delà de Florensac est toujours entretenue en 2013, car elle fait toujours partie intégrante du RFN. Par ailleurs, à Clermont-l'Hérault, le parvis de la gare fait désormais office de gare routière du réseau d'autocars régionaux « liO ». Et, à Salelles-du-Bosc, la présence de l'ancien bâtiment voyageurs de la gare a semble t-il contraint la mise en place d'une disposition particulière de l'échangeur no 56 de l'autoroute A75.
Depuis le 1er janvier 2015, la propriété de la ligne revient à la SNCF, en tant qu'établissement public à caractère industriel et commercial (EPIC) « mère » du nouvel EPIC SNCF Réseau (formé notamment par la fusion des deux anciens EPIC que sont RFF et SNCF Infra). Des travaux de renouvellement de la voie — ses rails à double champignon datant de l'exploitation de la ligne par la Compagnie du Midi, sur la section entre Vias et l'embranchement particulier de la carrière des Roches Bleues (près de Florensac), a été évoqué la même année, afin de rendre l'infrastructure apte à la circulation quotidienne d'un ou plusieurs trains de ballast (composé de wagons-trémie, chargés à 22,5 tonnes à l'essieu) ; ces trains doivent alimenter les chantiers de renouvellement du réseau ferroviaire « structurant » languedocien (à l'exemple de la section Narbonne – Montpellier), puis celui de la future ligne nouvelle Montpellier - Perpignan.
Finalement, seule une très courte section de la ligne, près de la gare de Vias, demeure officiellement exploitée en 2020 ; le reste est fermé ou neutralisé, voire déclassé.

## Tracé

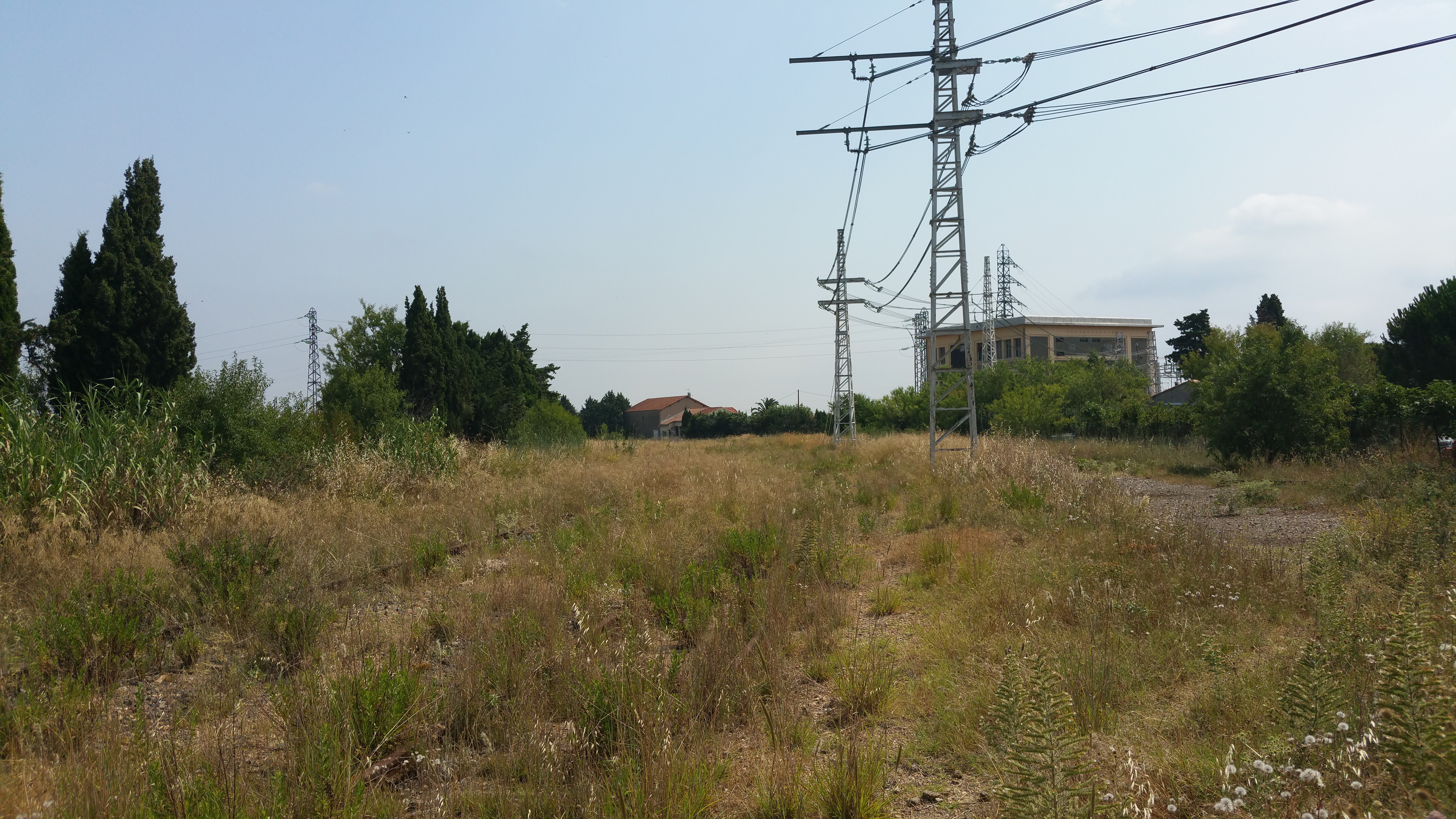
Début de la ligne recouvert par les herbes folles (vu en juillet 2015), près de la gare de Vias, avec la sous-station qui alimente une section de la ligne Bordeaux – Sète.

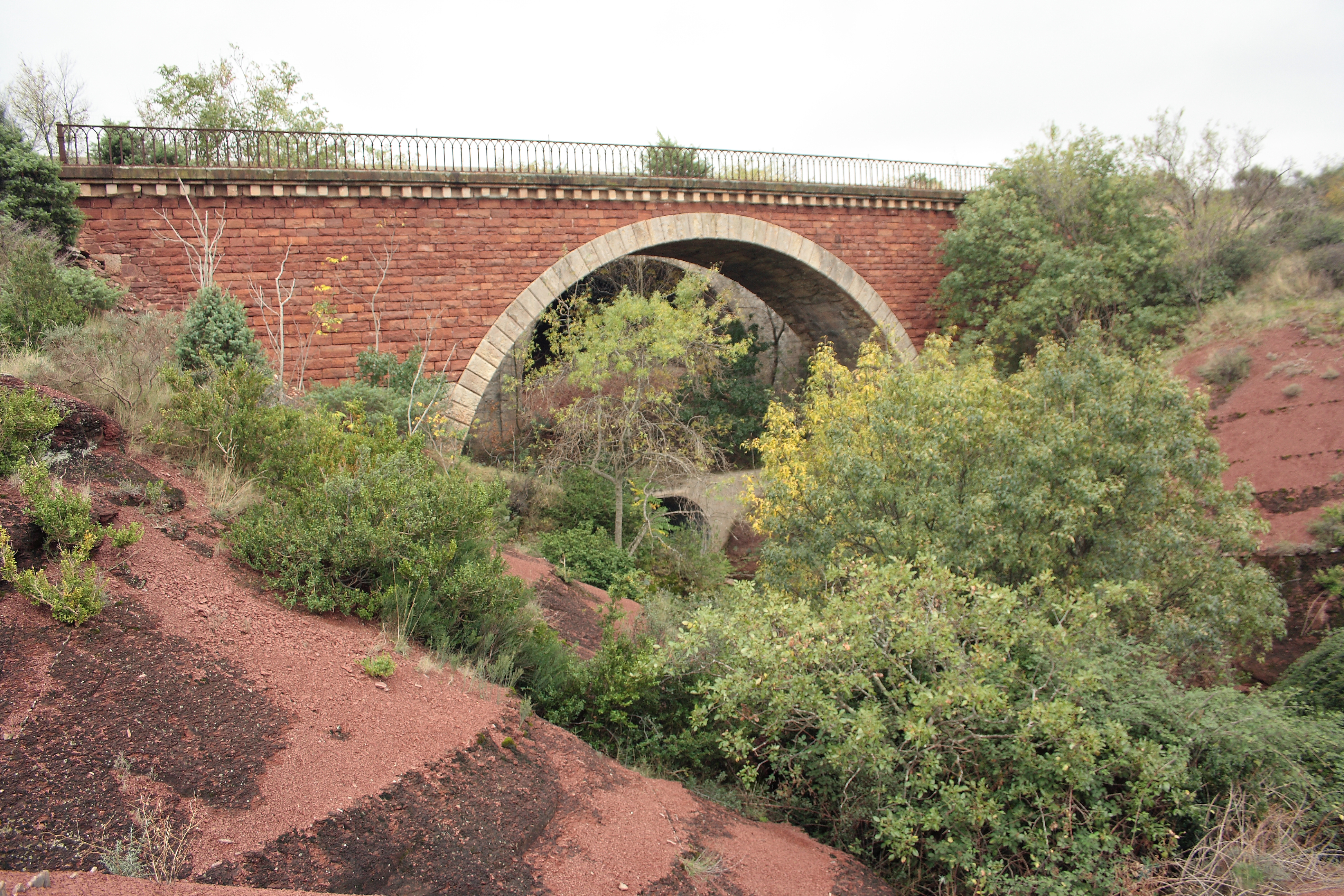
Un pont de la ligne (vu en octobre 2013), franchissant un ruisseau, sur le territoire communal du Bosc.

Le tracé de la ligne de Vias à Lodève lui confère un profil assez difficile, puisqu'elle est quasiment en rampe continue (de 0,4 près de Vias à 12,5 millimètres par mètre près de Lodève, avec fréquemment des valeurs de 8 et de 10) ; presque seules les gares sont en palier,.

### De Vias à Clermont-l'Hérault
La ligne se débranche de la ligne de Bordeaux-Saint-Jean à Sète-Ville — dont elle constitue une antenne — en gare de Vias (où se trouve une sous-station 1 500 V – CC, pour cette grande ligne transversale), puis part en direction du nord en traversant la plaine du Languedoc, où elle devrait être franchie (grâce à un saut-de-mouton) par la ligne nouvelle Montpellier - Perpignan (en projet). Elle se rapproche ensuite des contreforts des Cévennes par la vallée de l'Hérault, où elle contourne par quelques courbes relativement serrées le centre-ville de Saint-Thibéry, passait par-dessus (avec un saut-de-mouton) la ligne départementale reliant Montpellier à Béziers, et traverse sa plus importante gare de bifurcation : Paulhan. Outre des voyageurs, elle permettait la desserte (par embranchements particuliers) de deux usines, deux carrières (dont une est encore ponctuellement en service,), de deux sociétés de Pézenas et de deux entreprises de Clermont-l'Hérault ; par ailleurs, certaines gares assuraient l'expédition des productions viticoles locales (par wagons-foudres).

### De Clermont-l'Hérault à Lodève
Après Clermont-l'Hérault, la ligne pénètre dans la vallée assez encaissée de la Lergue et s'incurve vers l'ouest après avoir traversé la gare de bifurcation de Rabieux. Cette partie est la plus spectaculaire, puisqu'elle concentre les plus longs et plus hauts viaducs (notamment sur la Lergue et la Marguerite), la tranchée la plus profonde, ainsi que les déclivités les plus importantes (atteignant 12,5 mm/m) et le point culminant du tracé (à une altitude légèrement supérieure à 160 mètres), le tout dans un paysage où la ruffe est prédominante. Outre la desserte voyageurs de la sous-préfecture héraultaise, elle permettait la desserte (via la gare marchandises de Lodève - Le Bosc) de la mine d'uranium du Bosc (aujourd'hui désaffectée), et, par embranchement particulier à voie étroite (avec voie de transbordement à écartement normal), de l'usine à gaz de Lodève (détruite) ; comme pour la section précédente de la ligne, certaines gares, à l'exemple de celle de Rabieux, assuraient le chargement de productions viticoles.

## Gares

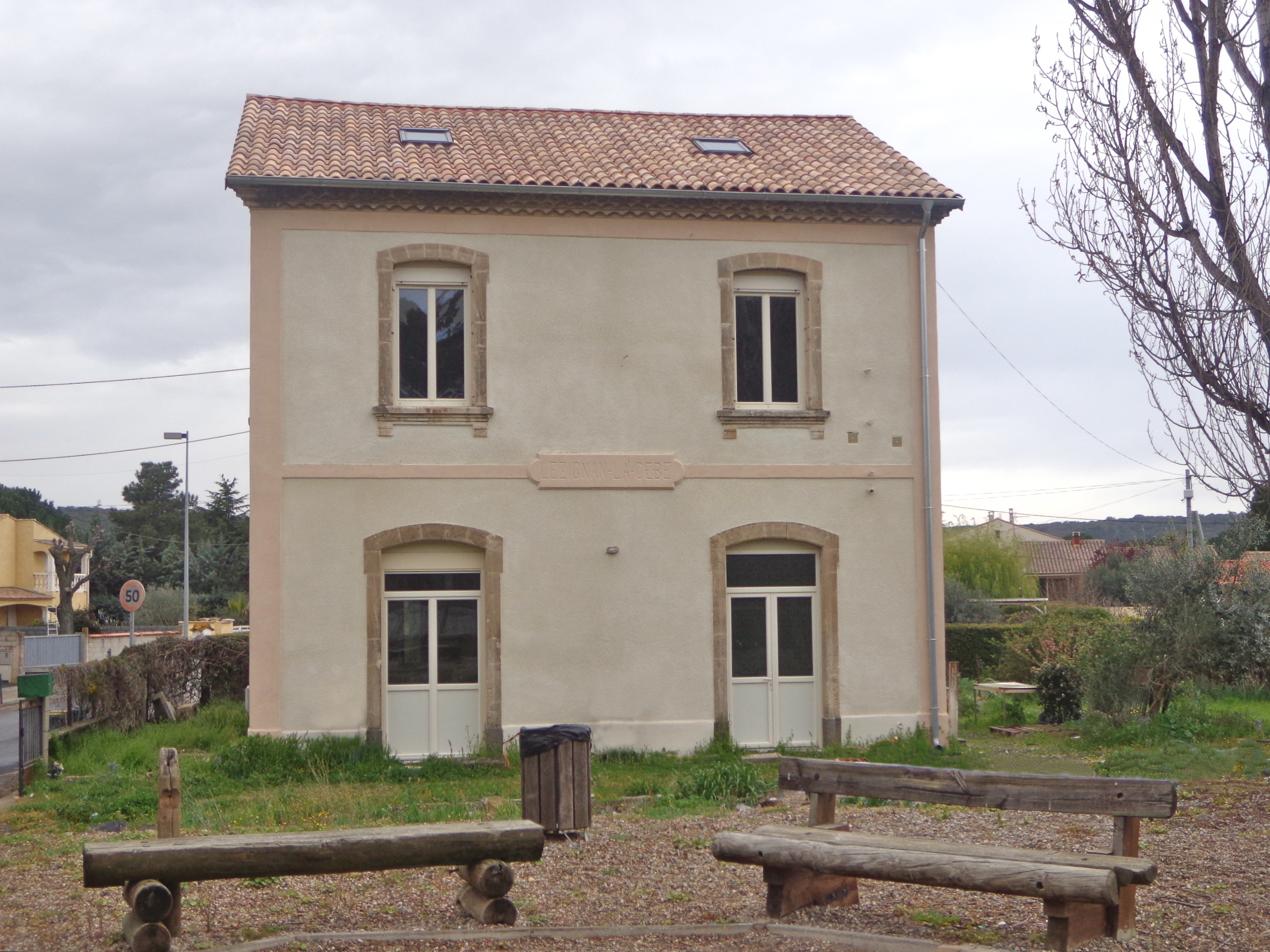
Le bâtiment voyageurs de l'ancienne gare de Lézignan-la-Cèbe (vu en avril 2013), réhabilité en habitation.

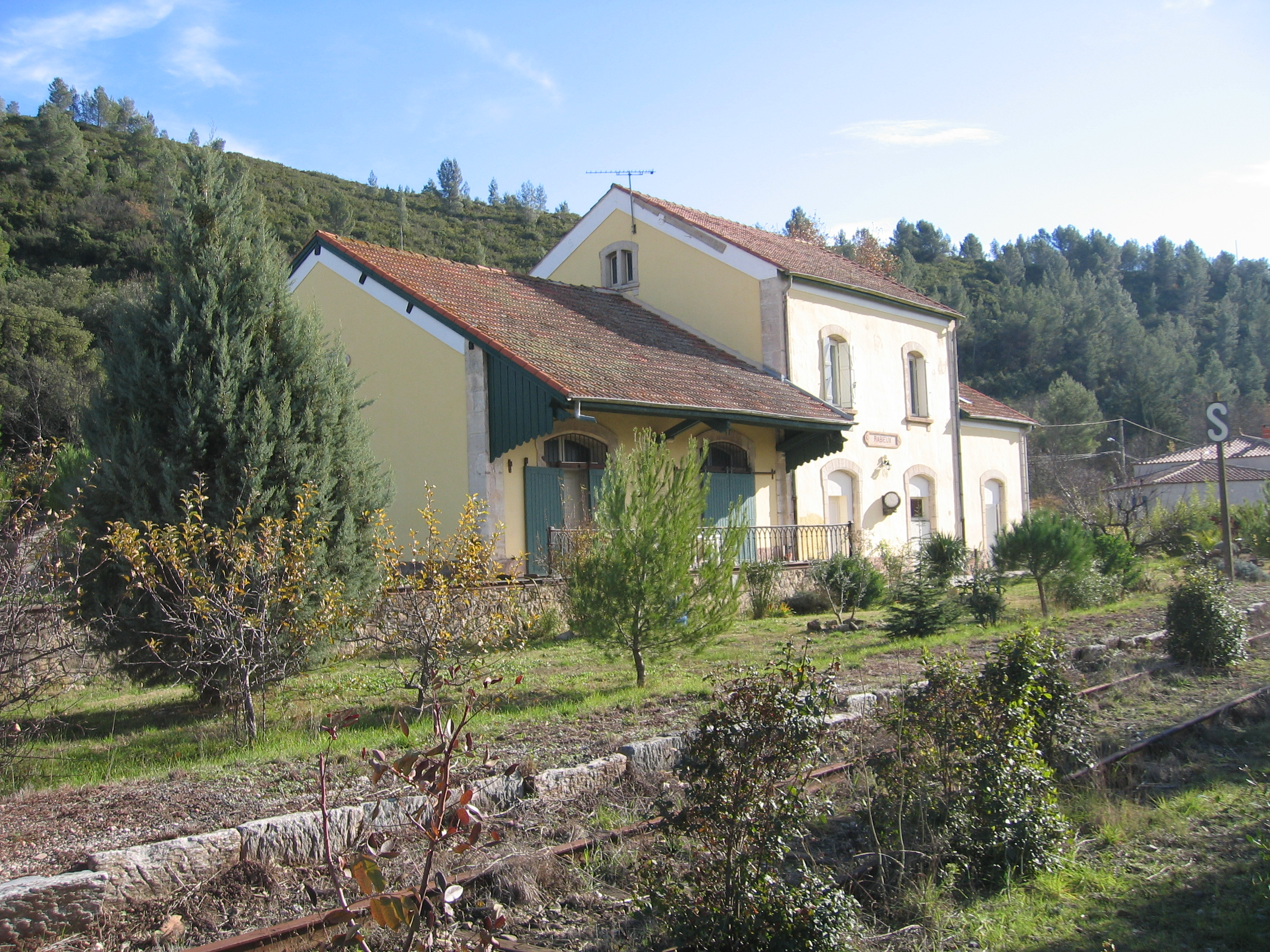
Le bâtiment voyageurs de l'ancienne gare de bifurcation de Rabieux (vu en novembre 2007), reconverti en gîte rural depuis 2002.

La ligne comporte quatorze gares (toutes fermées — et parfois détruites, comme celle de Lodève —, sauf Vias), dont trois de bifurcation (Vias, Paulhan et Rabieux) et une terminus (Lodève).
Leur disposition, ainsi que celle des autres infrastructures ferroviaires, sont visibles sur le schéma de la ligne.
|  |   |  | Nom de la gare                   | Service         | Affectation(s) du bâtiment principal (dans les années 2010)        | Coordonnées                 | Commune            |
|  | - |  | -------------------------------- | --------------- | ------------------------------------------------------------------ | --------------------------- | ------------------ |
|  | o |  | Vias                             | Voyageurs (TER) | (Inutilisé)                                                        | 43° 18′ 57″ N, 3° 25′ 31″ E | Vias               |
|  | o |  | Bessan                           | (Fermée)        | Maison d'habitation                                                | 43° 21′ 41″ N, 3° 25′ 19″ E | Bessan             |
|  | o |  | Florensac                        | (Fermée)        | Maison d'habitation                                                | 43° 23′ 19″ N, 3° 26′ 04″ E | Saint-Thibéry      |
|  | o |  | Saint-Thibéry                    | (Fermée)        | Entreprise du bâtiment                                             | 43° 24′ 03″ N, 3° 24′ 41″ E | Saint-Thibéry      |
|  | o |  | Pézenas (anciennt. Pézenas-Midi) | (Fermée)        | Centre médical                                                     | 43° 27′ 16″ N, 3° 25′ 27″ E | Pézenas            |
|  | o |  | Lézignan-la-Cèbe                 | (Fermée)        | Maison d'habitation                                                | 43° 29′ 39″ N, 3° 26′ 06″ E | Lézignan-la-Cèbe   |
|  | o |  | Paulhan                          | (Fermée)        | • Aile sud : commerces ; • corps central et aile nord : (inconnue) | 43° 32′ 16″ N, 3° 27′ 38″ E | Paulhan            |
|  | o |  | Aspiran                          | (Fermée)        | Restaurant                                                         | 43° 34′ 08″ N, 3° 27′ 57″ E | Aspiran            |
|  | o |  | Clermont-l'Hérault               | (Fermée)        | Lieu d'accueil touristique et culturel                             | 43° 37′ 36″ N, 3° 26′ 11″ E | Clermont-l'Hérault |
|  | o |  | Rabieux                          | (Fermée)        | Gîte rural                                                         | 43° 40′ 04″ N, 3° 26′ 17″ E | Ceyras             |
|  | o |  | Salelles-du-Bosc                 | (Fermée)        | (Inoccupé)                                                         | 43° 40′ 41″ N, 3° 24′ 29″ E | Le Bosc            |
|  | o |  | Lodève - Le Bosc                 | (Fermée)        | Société de dépannage automobile                                    | 43° 41′ 27″ N, 3° 21′ 04″ E | Le Bosc            |
|  | o |  | Cartels                          | (Fermée)        | Maison d'habitation                                                | 43° 41′ 30″ N, 3° 21′ 01″ E | Le Bosc            |
|  | o |  | Lodève                           | (Fermée)        | (Détruit)                                                          | 43° 43′ 31″ N, 3° 19′ 24″ E | Lodève             |

(Les gares mentionnées en gras sont des gares de bifurcation ou terminus, même si ce n'est plus le cas actuellement.)